# ميغا توب 50

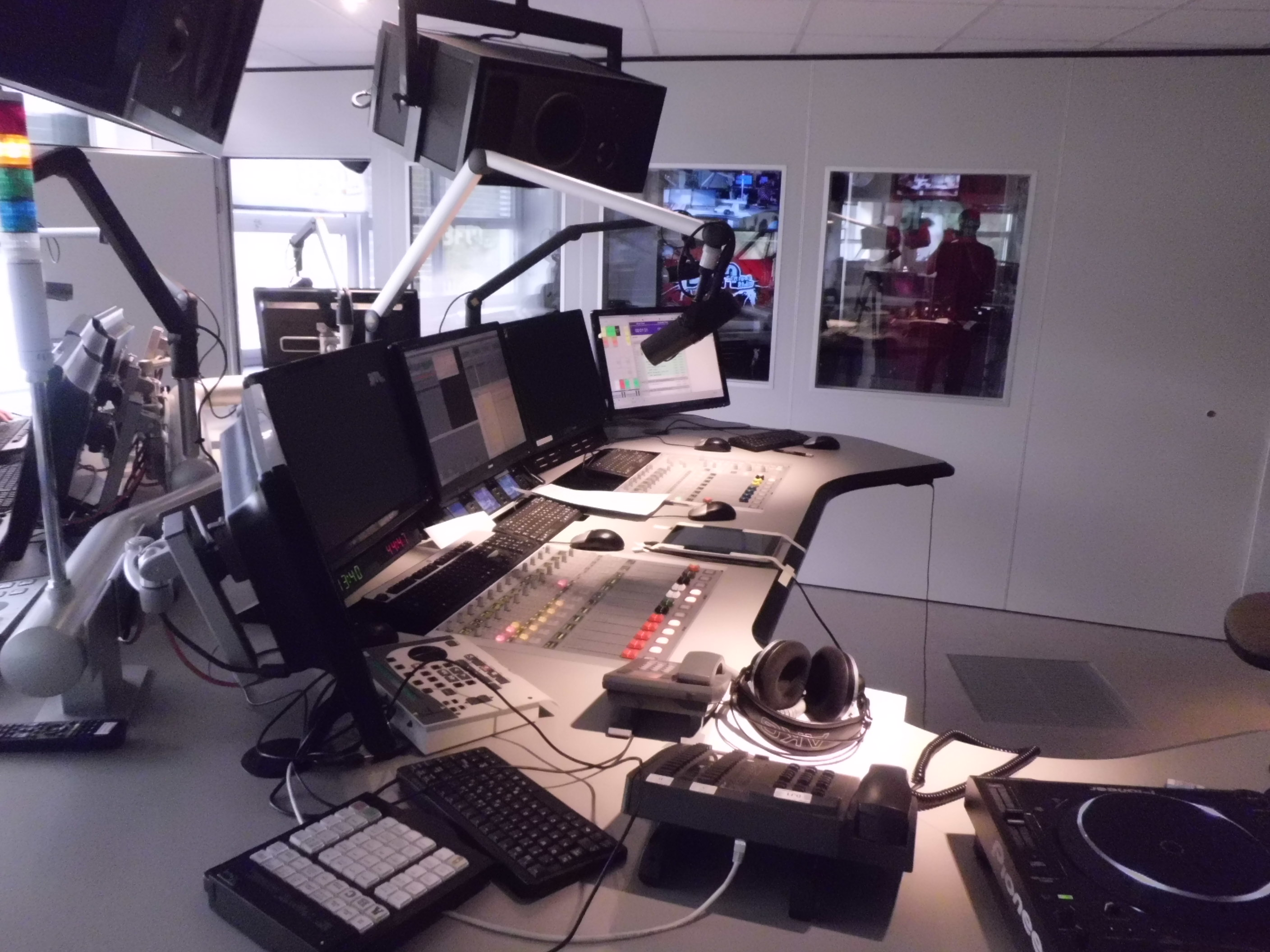

ميغ توب 50 (بالإنجليزية: Mega Top 50)‏ هو عبارة عن مخطط موسيقي هولندي تعده SoundAware. بدأ في الأصل في 23 مايو 1969 باعتباره Hilversum 3 Top 30. على مدار السنين، كان للتصنيف عدة أسماء:
- 1969 - 1974: Hilversum 3 Top 30 (منذ 2 أبريل 1971: أصبح 30 دافندر)
- 1974 - 1993: ناشيونال هيتبراد
- 1974-1978 توب 30
- 1978-1987 توب 50
- 1987-1989 توب 100
- 1989-1993 ناشيونال توب 100
- 1993 - 1996: ميغا توب 50
- 1997 - 2002: ميغا توب 100
- 2003 إلى الوقت الحاضر: ميغا توب 50[1]